# نیکولاس لومبارتس
نیکولاس روبرت کریستین لومبارتس (هلندی: Nicolas Robert Christian Lombaerts؛ زاده ۲۰ مارس ۱۹۸۵) بازیکن فوتبال اهل بلژیک است.
وی همچنین در تیم ملی فوتبال بلژیک بازی کرده‌است.